# Société suisse pour les droits des auteurs d'œuvres musicales
La Société suisse pour les droits des auteurs d’œuvres musicales (SUISA) est une société suisse de gestion des droits d'auteur. Fondée en 1923 et organisée en coopérative, elle est active en Suisse et au Liechtenstein.

## But
SUISA gère entre autres les droits d'auteur concernant des œuvres musicales non théâtrales, les versions concertantes d’œuvres théâtrales et les œuvres musicales dans les films et téléfilms. Ne sont pas concernés par SUISA l’opéra et les comédies musicales dont la gestion des droits d'auteur est assurée par la SSA (Société Suisse des Auteurs) ou par les éditeurs.

## Redevance sur les supports de stockage
La SUISA perçoit une taxe sur les supports de stockage (CD, DVD vierge, disque dur, baladeur numérique, etc.) pour compenser la supposée perte résultant du piratage d'œuvre audiovisuelle sur internet et les réseaux P2P.

### Tarif
Actuellement, la taxe est de :
- Pour des cassettes vierges (tarif 4a[1])
  - audio (CD-R/RW audio, MiniDisc et DAT) : 0.33 CHF par support
  - vidéo : 0.46 CH par support
- CD-R/RW data (tarif 4b) : 0.05 CHF pour une capacité de 525 Mo
- DVD vierge (tarif 4c[2])
  - Enregistrable une fois : 0.31 par DVD de 4.7 GO
  - Enregistrable plusieurs fois : 0.88 par DVD de 4.7 GO
  - En cas de capacité plus ou moins élevée, la taxe augmente ou diminue proportionnellement
- Pour un enregistreur (tarif 4d[3])
  - audio (baladeur numérique) : de 0.30 à 0.70 CHF selon la capacité de stockage (taxe décroissante)
  - vidéo (récepteur satellite, caméra ou autre avec disque dur) : 0.08 à 0.10 CHF selon la capacité de stockage ainsi qu'une taxe de base de 25 CHF à partir de 250 GO.
- Téléphone portable (tarif 4e[4]) : 0.30 CHF par Go.
- Mémoire mise à disposition des consommateurs en ligne (tarif 12)

### Critiques
L'introduction d'une taxe sur les supports est critiquée par certaines formations politiques dont le Parti pirate suisse et les jeunes libéraux-radicaux qui ont introduit une pétition. Un recours en 2010 a été introduit devant le Tribunal fédéral contre l'application d'une telle taxe envers les smartphones.